# Asyngenes vittipennis
Asyngenes vittipennis är en skalbaggsart som beskrevs av Stefan von Breuning 1942. Asyngenes vittipennis ingår i släktet Asyngenes och familjen långhorningar. Inga underarter finns listade.